# Jane Digby
Jane Elizabeth Digby, Lady Ellenborough (3. dubna 1807 Holkham Hall – 11. srpna 1881 Damašek) byla anglická aristokratka, proslavená svým pozoruhodným milostným životem a životním stylem. Měla čtyři manžely a mnoho milenců, včetně krále Ludvíka I. Bavorského a jeho syna krále Oty I. Řeckého, českého šlechtice a rakouského státníka Felixe prince ze Schwarzenbergu či řeckého generála Christodoulose Chatzipetrose. Zemřela v syrském Damašku jako manželka arabského šejka Medjuela el Mezráb, který byl o 20 let mladší než ona.

## Život
Jane Digbyová se narodila na venkovském zámečku Holkham Hall v Norfolku 3. dubna 1807 jako dcera admirála Henryho Digbyho a Lady Jane Elizabeth, dcery hraběte z Leicesteru. Holkham Hall byl rodinným sídlem jejího dědečka z matčiny strany. Její otec se jako kapitán jedné z britských lodí v roce 1799 zmocnil španělské lodi Santa Brígida a jeho podíl na kořisti založil rodinné jmění (válečná kořist měla hodnotu £618,040 (ekvivalent £61,169,000, tj. téměř 2 mld Kč v roce 2020). Po smrti svého strýce v roce 1815 přesídlil admirál Digby s rodinou do Minterne House v Dorsetu.

### Manželství, milostné vztahy a skandály
Ve své době byla Jane považována za promiskuitní ženu. Nejprve se v roce 1824 provdala ze Edwarda Lawa, 2. barona Ellenborough (později 1. hraběte z Ellenborough), který byl generálním guvernérem Indie. Měli jednoho syna, Arthura Dudleyho Lawa (1828–1830), který zemřel v dětství. 

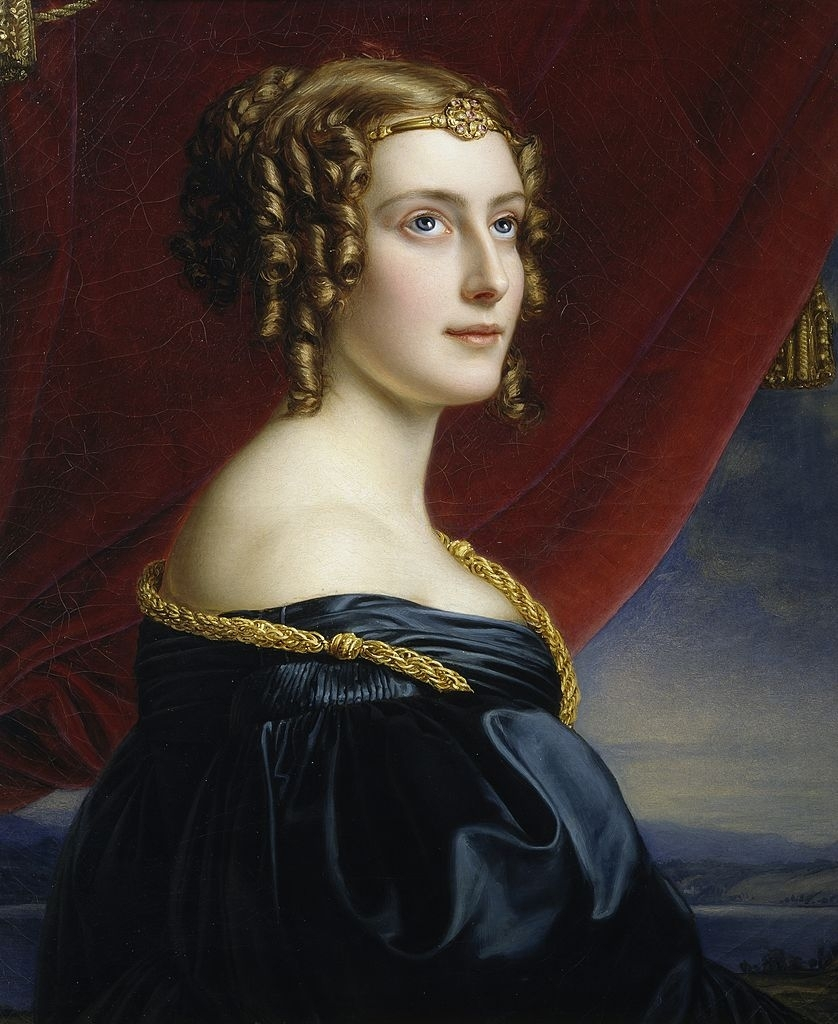
Portrét Jane Digby pro Galerii krásek (Joseph Karl Stieler)

Po postupných milostných vztazích s plukovníkem Georgeem Ansonem, který byl jejím bratrancem, a s Felixem princem ze Schwarzenbergu, bylo v roce 1830 manželství s Lordem Ellenborough rozvedeno aktem parlamentu, což způsobilo značný skandál. Digby měla s Felixem dvě děti: Mathildu "Didi" (* 12. listopadu 1829 v Basileji a vychována Felixovou sestrou) a Felix (* 12. prosince 1830 v Paříži, zemřel jen pár týdnů po narození). Aféra s Felixem skončila krátce po smrti jejich syna.
Poté se přestěhovala do Německa a stala se milenkou Ludvíka I. Bavorského. Byla také portrétována Josephem Karlem Stielerem a její obraz byl jedním z 36 portrétů v Galerii krásek v paláci Nymphenburg. V Mnichově se setkala s baronem Karlem von Venningenem (6. ledna 1806 – 10. června 1874). Vzali se v listopadu 1833 a měli syna Heriberta (27. ledna 1833 Palermo – 1885 Mnichov) a dceru Berthu (4. září 1834 Mannheim – 22. září 1907).
V 1838 si Digbyová našla nového milence, o dva roky staršího řeckého hraběte Spyridona Theotokise. Když se Venningen o nové avantýře své ženy dozvěděl, vyzval Theotokise na souboj, ve kterém byl Řek zraněn. Venningen velkoryse propustil Digbyovou z manželství a jejich děti si nechal v péči. Po zbytek života zůstali přáteli.
Ačkoli nebyla do roku 1842 legálně rozvedená, konvertovala Digbyová k řecké ortodoxní víře a v roce 1841 provdala se za Theotokise v Marseille. Pár se se synem Leonidasem (21. března 1840 Paříž – 1846 Atény) přestěhoval do Řecka. V roce 1846, po smrtelném pádu syna z balkonu, se Theotokis s Digbyovou rozvedli. Jejím dalším milencem se stal řecký král Ota I.
Následně přišel románek s hrdinou z řecké války za nezávislost, soluňským generálem Christodoulosem Chatzipetrosem. Jako "královna" jeho armády prožila tento vztah v poli, v jeskyních, na koních a na lovu v horách. Když zjistila, že jí generál byl nevěrný, opustila ho.

### Život v Sýrii
Ve věku 46 let Digby odcestovala na Střední východ a zamilovala se do šejka Medjuela el Mezráb. Medjuel byl beduínský šejk ze Sýrie. Byl o dvacet let mladší než Jane. Vzali se podle muslimského práva a Jane se psala Jane Elizabeth Digby el Mezráb. Jejich manželství bylo šťastné a trvalo až do její smrti o dvacet osm let později. Jane Digby byla kvůli barvě kůže označována jako Umm al-Laban (doslova matka mléka).
Digbyová nosila arabské šaty a k dalším osmi jazykům se naučila také arabsky. Polovinu každého roku žila kočovným životem svého beduínského chotě, kdy spala v kozích stanech v poušti, zatímco zbytek roku trávila v luxusní vile, kterou si nechala postavit v Damašku. Ve městě se spřátelila se Sirem Richardem Burtonem který zde sloužil jako britský konzul, a s jeho ženou Lady Isabel Burtonovou. Přátelila se také s Abdem al-Kádirem al-Džazairí, předním exilovým vůdcem alžírské revoluce.

### Smrt
Digbyová zemřela na horečku a úplavici v Damašku 11. srpna 1881 a byla pohřbena na protestantském hřbitově. Při pohřbu byla pohřbena se svým koněm. Na jejím náhrobním kameni – bloku růžového vápence z Palmýry – je její jméno, které uhlem předepsal její manžel a do kamene pak vytesal místní zedník.